# Fiat A.74
Le Fiat A.74 était un moteur d'avion en double étoile, refroidi par air et produit par le constructeur italien Fiat Aviazione à partir de 1935. 
Ce moteur équipa de très nombreux avions de chasse de la  Regia Aeronautica, armée de l'air du royaume d'Italie, durant la Seconde Guerre mondiale, notamment les Macchi M.C.200 et les Fiat G.50 et Fiat C.R.42. 

## Le projet
Le moteur Fiat A.74, conçu en 1935, est l'œuvre de l'ingénieur Tranquillo Zerbi et du professeur Antonio Fessia. Ce moteur a été conçu expressément pour une utilisation sur des avions de chasse. La caractéristique principale de ce moteur était sa simplicité de construction en temps de restrictions de guerre où les matières premières étaient rares et coûteuses. Le moteur Fiat A.74 est le premier à adopter un compresseur centrifuge optimisé pour voler au dessus de 3 800 mètres d'altitude ainsi qu'un réducteur de vitesse entre le moteur et l'hélice.
Le moteur Fiat A.74 RC.38 représente un tournant important dans la production de moteurs d'avions de la part du constructeur Fiat Aviazione. En effet, elle avait acquis une réputation de spécialiste des moteurs 12 cylindres en V. Ce moteur sera le premier d'une longue série de moteurs de très fortes cylindrées avec des puissances toujours plus importantes, comme les moteurs Fiat A.76, A.80 et A.82.
Le moteur Fiat A.74, qualifié par les spécialistes de très bon moteur à la fin des années 1930, sera utilisé sur de nombreux appareils. Bien que ses performances pures n'étaient plus les meilleures quelques années plus tard lors du conflit armé de 1939/1945, ce moteur est resté une référence et très apprécié par les pilotes pour son excellente fiabilité, même quand il était alimenté avec des carburants de mauvaise qualité et devait fonctionner dans des conditions climatiques difficiles, comme dans le désert libyen, ou dans l'hiver russe, et par les mécaniciens pour la facilité d'entretien.

## Variantes
A.74 RC.38avec réducteur et suralimentation, 840 ch à 2 400 tr/min à l'altitude de service de 3 800 m.
A.74 RIC.38avec réducteur de vitesse, injection et suralimentation, 960 ch à 3 000 m.
A.74 RC.42avec réducteur de vitesse et suralimentation, 770 ch à l'altitude de service de 4 200 m.

## Applications
Royaume d'Italie
- Caproni Vizzola F.5
- Fiat CANSA FC.20
- Fiat CR.25
- Fiat CR.42
- Fiat G.12
- Fiat G.50
- Fiat RS.14
- IMAM Ro.51
- IMAM Ro.57
- Macchi MC.200

 Royaume de Yougoslavie
- Ikarus Orkan

## Caractéristiques générales[1]
- type : 14 cylindres en double étoile refroidis par air
- alésage : 140 mm
- course : 145 mm
- cylindrée : 31,25 Litres
- longueur : 1 510 mm
- diamètre : 1 200 mm
- largeur : 653 mm
- hauteur : 1 195 mm
- poids : 625 kg en ordre de marche (565 kg à sec)
- distribution : OHV 2 soupapes au sodium par cylindre
- alimentation : 1 carburateur Zénith double corps avec préchauffage
- carburant : 87 octane
- refroidissement : air
- puissance : 840 ch (630 kW) à 2 400 tr/min à 3 800 m d'altitude ; 960 ch (706 kW) à 2 520 tr/min à 3 000 m
- taux compression : 6.7:1